# Leucorrhinia intermedia ssp. ijimai
Leucorrhinia intermedia ssp. ijimai је подврста класе Insecta која припада реду Odonata. 

## Угроженост
Ова врста се сматра угроженом.

## Распрострањење
Јапан је једино познато природно станиште врсте.

## Станиште
Станиште врсте су слатководна подручја.